# Edifício na Rua do Carmo, n.º 33
O Edifício da Rua do Carmo 33, recentemente também designado por "Sinagoga do Funchal", é um edifício histórico da cidade do Funchal, na Madeira, Portugal, de arquitetura neomourisca, localizado no número 33 da Rua do Carmo da mesma cidade. Segundo algumas fontes aqui teria existido uma antiga sinagoga, alegadamente projetada por Miguel Ventura Terra, cuja existência nunca foi confirmada, suposição que levou ao processo de classificação do edifício como de interesse municipal.
O edifício encontra-se dividido desde cerca de 1950 num piso térreo, ocupado por estabelecimentos comerciais, e pisos superiores com terraço, que têm vindo a ser usados tanto para uso residencial como comercial, funções que manteve até 2021.
Em outubro de 2021, o imóvel, de propriedade privada, encontrava-se em obras de reabilitação, causando alguma controvérsia.

## História

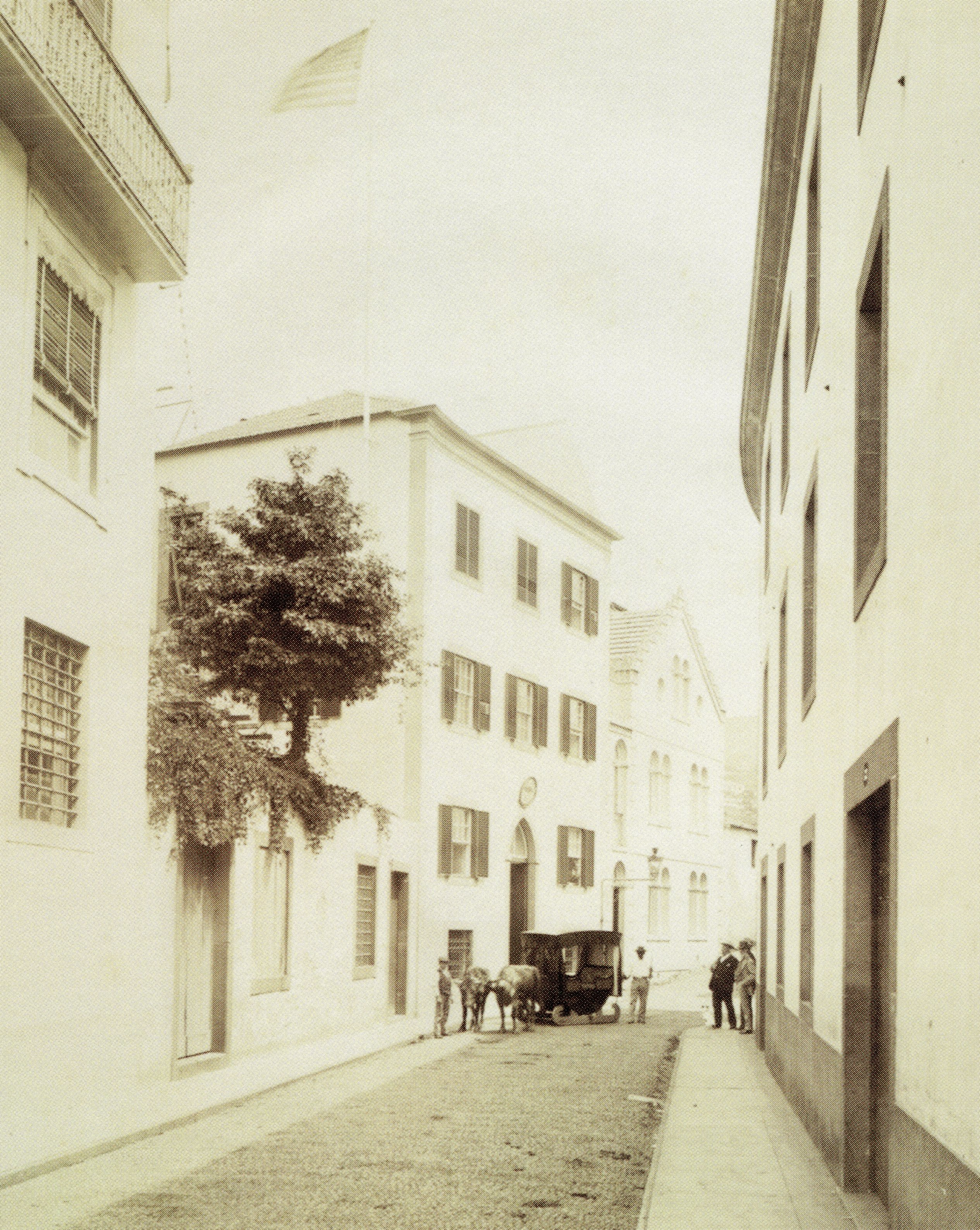
O edifício já construído no início da década de 1910, encontrando-se então ao lado do consulado dos Estados Unidos no Funchal. Na foto pode ver-se também um tradicional carro de bois, assim como o vizinho Reids Carmo Hotel, em primeiro plano.

O espaço onde atualmente se ergue este edifício era ocupado nas décadas de 1880 e 1890 pelo Hotel Lisbonense. Em 1902, achava-se ali instalada a senhora Fuchs, professora de piano recentemente chegada de Hamburgo. Em 1911, estava instalado no n.º 33 o n.º 99 da Rede Telefónica do Funchal, pertencente a William Reid, conhecido hoteleiro dessa cidade e proprietário do vizinho Reid's Carmo Hotel.
A construção que ocupava aquele espaço terá sido demolida durante a década de 1900, erguendo-se no local o prédio atual, que já se encontrava construído no início da década seguinte. Uma suposta semelhança arquitetónica com a Sinagoga de Lisboa, assim como a presença no Funchal do arquiteto Miguel Ventura Terra, levou a que se tenha sugerido que este poderia ser o autor do projeto do edifício, e que a sua função original seria a de servir de sinagoga à comunidade judaica funchalense. Ventura Terra, no  entanto, viria a se deslocar ao Funchal somente em fevereiro 1913, altura em que o imóvel já estava edificado. Efetivamente, o prédio surge documentado em fotografia junto com o edifício do n.º 31, que então servia de consulado dos Estados Unidos desde pelo menos dezembro de 1907, o qual já ali não se encontrava à data em que Ventura Terra chegou ao Funchal. Por outro lado, Abraão Adida, membro proeminente da comunidade hebraica funchalense, solicitou em 1913 uma canalização de água potável na rua do Carmo, "ao pé do Ribeirinho", ou seja, nas imediações do local deste edifício. Na construção original o edifício apenas dispunha da porta n.º 33, seguida por duas bíforas neomouriscas, semelhantes às do andar superior. As duas bíforas viriam a ser, posteriormente, adaptadas a portas, ocupando atualmente os n.ºs 33A e 33B da rua do Carmo.
Em 1933, o espaço encontrava-se ocupado por uma casa de leilões.
Em 1951, a Câmara Municipal do Funchal atribui ao edifício a licença de habitabilidade. Em novembro do mesmo ano, é publicado no Diário de Notícias o anúncio de aluguer de uma residência com 10 quartos, cozinha, quarto de banho completo, arrecadação, WC e terraço com esta localização. Até 27 de abril de 1956, parte do edifício esteve ocupado pela 2.ª esquadra da Polícia de Segurança Pública, data em que a Junta Geral do Distrito Autónomo do Funchal é informada das chaves do imóvel terem sido entregues ao seu proprietário.
Em abril de 1958, surge novo anúncio no mesmo periódico, para aluguer de casa com onze divisões, entre as quais quatro salas grandes e terraço, servindo para residência e escritório. Em novembro do mesmo ano, o imóvel continua sendo anunciado para aluguer, acrescentando-se às onze divisões e terraço um rés-do-chão com dois quartos, casa-de-banho e loja. Em dezembro de 1962 estava instalada no edifício a firma Bigatti e Macedo Lda., que nessa data teve deferido da Câmara Municipal um pedido de mudança para o n.º 58 da mesma rua. Em dezembro do ano seguinte, o edifício encontra-se novamente anunciado para aluguer, com seis quartos, cozinha, casa de banho e terraço. Em setembro de 1968, o corpo principal do edifício é novamente anunciado para aluguer, desta vez com sete quartos, cozinha, casa de banho e terraço, informando-se que tanto serve para residência como para comércio.
Em janeiro e fevereiro de 1969, encontra-se ali instalado o consultório do Dr. J. Gonçalves Borges, médico diplomado pela Faculdade de Medicina de Lisboa. Nesses mesmos meses, e até março desse ano, o resto do imóvel continua sendo anunciado para aluguer, consistindo em cinco quartos, cozinha, casa de banho e terraço. Em agosto seguinte, Maria Fernanda da Costa, apresentando-se como modista diplomada, e professora de corte e alta costura, anuncia às suas clientes que deixou o Atelier Marisol para se instalar por conta própria no segundo andar daquele edifício 
Em março de 1970 documenta-se residindo no edifício Raúl de Jesus de Vasconcelos, que nessa data ganha um automóvel da marca Toyota no concurso mensal promovido pela Empresa de Cervejas da Madeira. Era casado com Maria Eulália Moreira, funcionária da repartição de Finanças do Funchal, que ainda morava no edifício quando morreu em janeiro de 1988.
O primeiro andar do edifício, por seu lado, foi sendo sucessivamente ocupado por diversos organismos e estabelecimentos comerciais. Em fevereiro de 1970, estava ali instalado o Sindicato Nacional dos Empregados da Indústria Hoteleira e Profissões Anexas do Distrito do Funchal. e a partir de 1971 uma série de alfaiatarias e alfaiates. Em fevereiro desse ano, o alfaiate José Gonçalves Félix ali manda colocar um letreiro, em agosto do mesmo ano o espaço encontra-se ocupado pela Alfaiataria Pérola, e a partir de novembro por Ramiro Alfaiate. Em maio de 1974, o espaço está ocupado pelo gabinete de contabilidade Organifisco
Em março e abril de 1975, no decurso da Revolução de 25 de Abril de 1974 e em pleno PREC, ali instala a sua sede o partido político de matriz comunista Frente Eleitoral de Comunistas (Marxistas-Leninistas). Em agosto desse ano o partido já ali não se encontra, sendo o espaço ocupado por Maria Luísa Avanti, médica massagista especializada em reabilitação física, que aí instala uma pequena clínica dotada de enfermeira, inicialmente atendendo gratuitamente as crianças retornadas de Angola, e aí permanecendo ainda em março de 1977.
A partir de 1977, o primeiro andar surge ocupado por duas associações desportivas, a Associação de Volei da Madeira, e a Associação de Basquetebol do Funchal. Esta última ainda ali se mantinha em junho de 1993, agora com a designação de Associação de Basquetebol da Madeira.

No tocante aos espaços comerciais do piso térreo, a loja localizada no número 33-A encontra-se em junho de 1961 em pregão para aluguer, assim se mantendo até agosto desse ano. Em outubro, o espaço já se encontra ocupado pela Tinturaria e Lavandaria Brasileira, que se anuncia como "a mais antiga da Madeira", informando estar localizada ao lado do Cine Jardim. e, em novembro seguinte, Libório Teixeira de Góis, proprietário do estabelecimento, obtém da Câmara Municipal do Funchal o deferimento de uma licença para a instalação de um letreiro naquele espaço comercial. Um pequeno historial dessa firma, publicado no suplemento comercial do Diário de Notícias em dezembro de 2010, faz remontar a origem do estabelecimento a 1926, sendo então especializada em tingidos para fábricas de bordados. Com a instalação da primeira máquina de limpeza a seco, a Tinturaria passa a "Lavandaria Brasileira", designação que mantém até à sua fusão com a "Lavandaria Gubernare", em 2004. Segundo a mesma nota, em 1950, após ser adquirida por Libório Teixeira de Góis, muda-se para a Rua do Carmo, agora com serviços mais alargados. Essa informação parece não ser totalmente exacta, já que somente em novembro de 1952 a Tinturaria e Lavandaria Brasileira anuncia aos seus clientes haver-se mudado para a Rua do Carmo, encontrando-se então instalada no n.º 47, sendo propriedade de Manuel Teixeira de Jesus & Ca. A Lavandaria Brasileira manteve-se naquele espaço até à dissolução da empresa em dezembro de 2012. Em março de 2013, o espaço era ocupado por um atelier de decoração, cuja proprietária afirmava ser procurada por judeus que querem visitar a suposta sinagoga, embora no interior da loja não existam quaisquer indícios de alguma vez ter sido usada para esse fim.

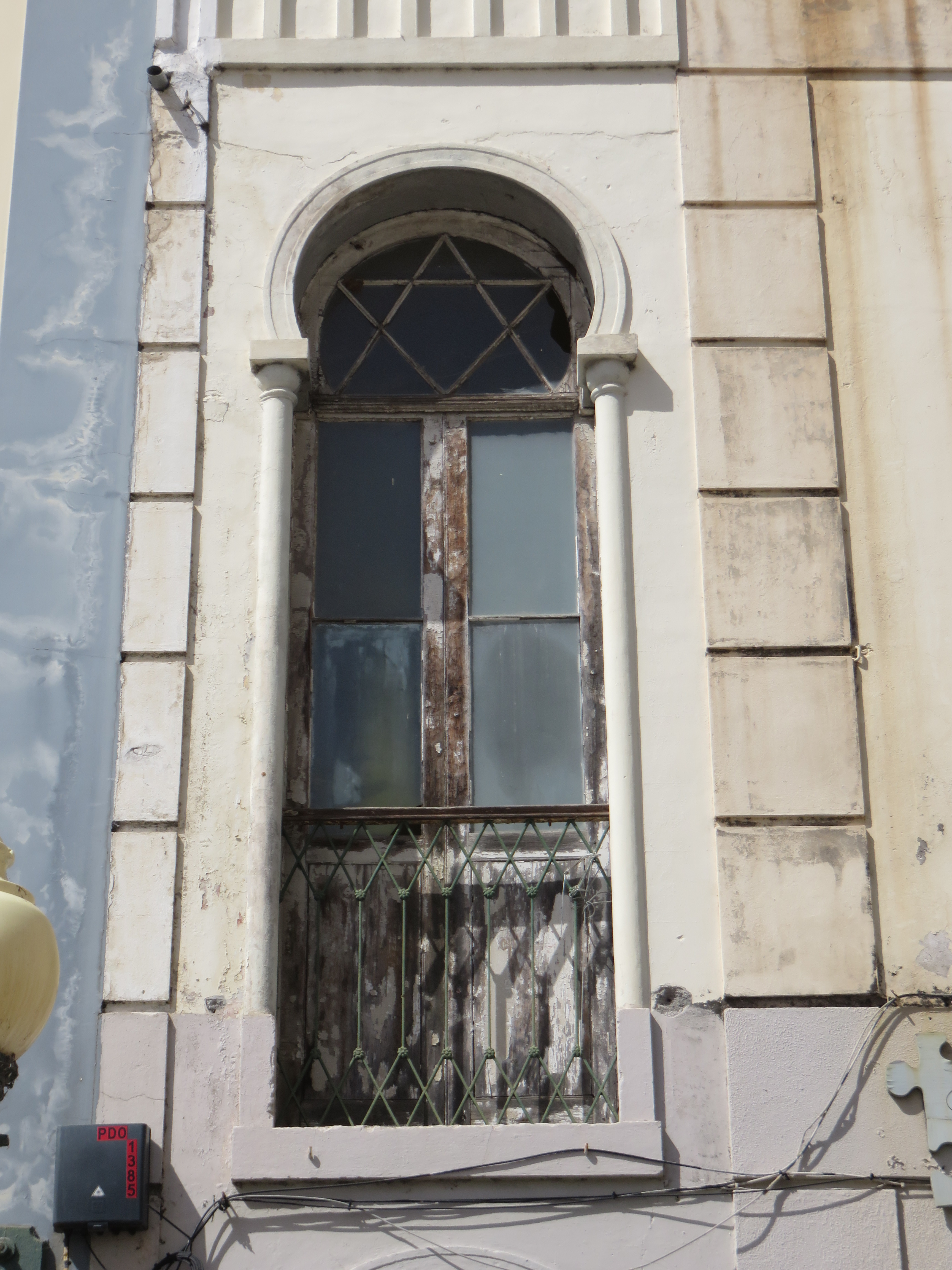
Janela do segundo piso, sobre a porta principal.

A loja imediatamente ao lado, localizada no número 33-B, encontrava-se em abril de 1960 ocupado por um negócio de ovos para chocadeira, surgindo em pregão para arrendamento em outubro do ano seguinte. Em julho de 1962, o espaço encontra-se ocupado por uma loja que vende cevadas, aí se mantendo pelo menos até abril de 1966. Entre agosto de 1968, encontra-se ali instalada a mercearia Mercadinho do Carmo. Em setembro, João Gomes de Aguiar é intimado pela Câmara Municipal a apresentar o projeto das obras que executara no espaço sem o devido licenciamento com vista à abertura de um negócio ao público. Em outubro, a mercearia ainda se encontrava aberta. Em julho de 1970, o espaço já se encontrava ocupado pela Pastelaria Estrela do Carmo, que ali permanece até hoje.

### Características
O imóvel caracteriza-se como um prédio urbano de três pisos, com entrada lateral, de arquitetura neomourisca. A porta principal  é sobreposta por uma janela com varandim, em arco de ferradura, apresentando uma bandeira em arco com uma estrela de seis pontas, truncada, motivo recorrente na arquitetura de feição neoárabe.

### Alegada sinagoga
Em março de 2013, surge a notícia de membros da comunidade judaica no estrangeiro referirem vagamente a existência de uma antiga sinagoga no Funchal. Segundo notícia divulgada no jornal Público, essa sinagoga estaria localizada neste imóvel, dela subsistindo somente as paredes mestras originais e a fachada, tendo o interior sido, supostamente, adaptado para espaços comerciais (piso térreo) e habitacionais (pisos superiores). A alegada sinagoga teria sido supostamente projetada pelo arquiteto português Miguel Ventura Terra, autor também da Sinagoga de Lisboa e autor do plano de urbanização e modernização da cidade do Funchal, de 1911.
Esta informação não foi confirmada pelo investigador e historiador Jorge Valdemar Guerra, autor da obra "Rol dos Judeus e seus Descendentes", editada pelo Arquivo Regional da Madeira, que afirmou desconhecer por completo a existência da suposta sinagoga. No mesmo sentido, o historiador Nelson Veríssimo afirmou nunca se ter deparado com qualquer documentação que referisse a existência dessa sinagoga, sugerindo que a associação teria sido feita pelas alegadas semelhanças arquitetónicas com a Sinagoga de Lisboa. Também a Comunidade Israelita de Lisboa confirmou não ter conhecimento da existência anterior de uma sinagoga neste local. Por seu lado, o arquiteto Rui Campos de Matos descarta por completo a comparação da arquitetura neoárabe do imóvel com a Sinagoga de Lisboa como uma "análise analfabeta", que apenas um leigo na matéria poderia fazer, assinalando as profundas diferenças em termos estruturais e decorativos entre os dois edifícios, sendo este um prédio urbano de três pisos com entrada lateral, e o de Lisboa um templo de planta retangular.
Em Abril de 2013 a Câmara Municipal do Funchal já tinha em andamento um processo com vista à classificação da suposta sinagoga como património municipal. Dois anos depois, em 2015, esse processo encontrava-se parado.

No relatório de fundamentação da revisão do Plano Diretor Municipal do Funchal, publicado em março de 2018, o edifício aparece assinalado como de interesse urbanístico e em monitorização.